# Tony McCarroll
Tony McCarroll, né le 4 juin 1971 à Levenshulme (Manchester), est un batteur et l'un des fondateurs du groupe Oasis.

## Biographie
Il naît le 4 juin 1971 à Levenshulme dans la banlieue de Manchester de parents irlandais. À six ans, il obtient son premier kit de batterie.
En 1990, il forme avec Paul "Bonehead" Arthurs, Paul "Guigsy" McGuigan et Chris Hutton le groupe The Rain. Chris Hutton, le chanteur du groupe, est rapidement évincé et remplacé par Liam Gallagher, qui change le nom du groupe en Oasis. Noel Gallagher, le frère de Liam, rejoint à son tour le groupe en tant que guitariste et compositeur principal.
Tony McCarroll participe à l'enregistrement du premier album du groupe, Definitely Maybe, qui sort en 1994.
Il est viré fin avril 1995 à la suite de nombreuses tensions entre lui et Noel, ce dernier estimant que le jeu du batteur est trop limité techniquement pour les nouveaux morceaux du groupe,. Le single Some Might Say, sorti en avril 1995, est son dernier enregistrement avec Oasis. Sa dernière apparition avec le groupe a lieu lors d'une performance de Some Might Say à l'émission Top of the Pops. Il est remplacé par Alan White.
En 1999, il intente un procès contre Oasis, réclamant 18 millions de livres sterling en royalties. Un accord est finalement trouvé et il obtient 550 000 livres.
Il fonde en 2000 le groupe Raika avec ses frères.
En 2010, il sort une autobiographie intitulée Oasis: The Truth: My Life As Oasis's Drummer, qui revient sur ses années avec le groupe.